# Geologičeskaja (stanice metra v Jekatěrinburgu)
Geologičeskaja (rusky Геологическая) je stanice na první lince jekatěrinburského metra. 
Stanice je první hluboká stanice v jekatěrinburském metru, která obsahuje dva vestibuly.

## Charakteristika
Stanice je jednolodní petrohradského typu, uprostřed nástupiště se nachází dvoje schodiště vedoucí do podzemí, kde je plánován přestup na třetí linku. Kolejová zeď je obložena mramorem a podlaha z kamenů pocházejících z pohoří Ural.
Stanice obsahuje dva vestibuly, které jsou spojeny s nástupištěm eskalátory. Šest východů ústí na křižovatku s ulicemi 8. března a Kujbyševa, nejnovější sedmý vestibul ústí do obchodního centra Grivinč.